# Карлос Арагонес
Карлос Арагонес (ісп. Carlos Aragonés; нар. 16 лютого 1956, Якуїба) — болівійський футболіст, що грав на позиції півзахисника. По завершенні ігрової кар'єри — тренер.
Виступав, зокрема, за «Болівар» та «Палмейрас», а також національну збірну Болівії.

## Клубна кар'єра
Арагонес почав займатись футболом у скромній команді під назвою «Комерсіо» разом зі своїм братом, а потім відвідав тренування в місцевому клубі «Індепендьєнте». У 1974 році він поїхав вчитися в аргентинське місто Сальта, де грав за місцеві команди «Сентраль Норте» та «Хувентуд Антоніана». Його хороші виступи призвели до зростання популярності на його батьківщині, через що йому запропонували контракт дві болівійські команди «Чако Петролеро» та «Зе Стронгест», але він відхилив їх, бажаючи зосередитись на своєму навчанні.
У 1975 році Арагонес повернувся на батьківщину, підписавши контракт з командою «Болівар» з міста Ла-Пас. Водночас він хотів продовжити навчання, від якого відмовився в Аргентині, але йому завадило рішення тодішньої правлячої військової диктатури в Болівії закрити всі університети країни. У сезоні 1976 року він виграв національний чемпіонат з «Боліваром» і повторив це досягнення через два роки, під час турніру 1978 року. Як гравець «Болівару» він забив 64 голи в 109 іграх чемпіонаті, створивши ефективний дует нападників зі своїм другом Хесусом Рейнальдо і вважається однією з найбільших легенд в історії клубу та кумиром вболівальників «Болівара».
У 1981 році Арагонес приєднався до бразильського «Палмейраса» з міста Сан-Паулу. У команді Карлос мав стати наступником зіркового Адеміра, що завершив кар'єру за кілька років до того, але болівієць регулярно страждав від травм і так і не зміг закріпитись в команді. У 1984 році він приєднався до іншого місцевого клубу «Корітіба», допомігши йому виграти перший в своїй історії чемпіонат Бразилії в 1985 році, але повернувся до Болівії ще до завершення турніру.
1985 року завершив ігрову кар'єру на батьківщині у команді «Дестроєрс» у віці 29 років через важку травму коліна.

## Виступи за збірну
У національній збірній Болівії Арагонес дебютував у 1977 році, відразу ставши її ключовим гравцем. Він грав з командою у кваліфікації на чемпіонати світу 1978 та 1982 років, але його команда не змогла кваліфікуватись у фінальну частину.
У складі збірної Арагонес був учасником розіграшу Кубка Америки 1979 року, де болівійці потрапити до групи смерті разом з Аргентиною та Бразилією. Болівія сенсаційно виграла два домашні матчі, обігравши спочатку чинного чемпіона світу аргентину, а потім і Бразилію завдяки ще дублю Арагонеса з однаковим рахунком 2:1. Втім дві виїзні гри завершились поразками, що не дозволило болівійцям вийти до півфіналу.
Загалом протягом кар'єри у збірній Арагонес забив п'ятнадцять голів у 31 матчі.

## Кар'єра тренера
Після закінчення ігрової кар'єри Арагонес став спортивним директором болівійського клубу «Блумінг». Пізніше він працював помічником тренера у Рауля Піно та Альсідеса Сільвейри.
Розпочав самотійну тренерську кар'єру 1991 року, очоливши тренерський штаб клубу «Реал Санта-Крус» і керував ним протягом наступних кількох місяців без особливого успіху. У 1992 році він став тренером команди «Зе Стронгест» з міста Ла-Пас і у сезоні 1993 року виграв з нею чемпіонат Болівії. Відразу після цього успіху він покинув команду, ставши помічником іспанця Хав'єра Аскаргорти у національній збірній Болівії, з яким кваліфікувався на чемпіонаті світу 1994 року в США, де болівійці посіли останнє місце у групі. Пізніше він також був помічником інших головних тренерів збірної Душана Драшковича та Антоніо Лопеса, яким він допоміг у 1997 році вийти у фінал домашнього Кубка Америки. Одночасно він очолював молодіжну збірну Болівії.
У 1997 році Арагонес очолив «Блумінг», яким успішно керував протягом наступних кількох років. У сезоні 1998 року він виграв з ним чемпіонат Болівії, а наступного року повторив це досягнення.
У лютому 2000 року Арагонес став новим головним тренером збірної Болівії, замінивши на цій посаді Ектора Вейру. У цій ролі в 2001 році Арагонес брав участь у Кубку Америки, де його команда після трьох поразок не змогла вийти з групи, в результаті чого Арагонес звільнився з роботи в команді. Згодом Карлос Арагонес очолював клуби «Зе Стронгест», «Блумінг», «Орієнте Петролеро» та «Хорхе Вільстерман», але ніде надовго не затримався.
У 2005 році Арагонес став тренером клубу «Болівар», кольори якого він уже захищав як футболіст. В сезоні Апертури 2005 він став з командою віце-чемпіоном Болівії, а в іграх Апертури 2006 року Арагонес виграв свій четвертий чемпіонський титул у кар'єрі тренера.
У 2006 році він покинув команду, ставши координатором збірної Болівії на чолі з Ервіном Санчесом, посаду, яку він обіймав протягом наступних трьох років, а останнім місцем тренерської роботи був клуб «Блумінг», головним тренером команди якого Карлос Арагонес був з 2010 по 2011 рік.

## Титули і досягнення

### Як гравця
- Чемпіон Болівії (2):

«Болівар»: 1976, 1978

### Як тренера
- Чемпіон Болівії (4):

«Зе Стронгест»: 1993
«Блумінг»: 1998, 1999
«Болівар»: Апертура 2006